# Zeki Ayvaz
Zeki Ayvaz (sinh ngày 1 tháng 10 năm 1989 ở Trabzon, Thổ Nhĩ Kỳ) là một thủ môn bóng đá hiện thi đấu cho Denizlispor.